# Mavrovi Anovi
Mavrovi Anovi (mazedonisch Маврови Анови; albanisch definit Hanet e Mavrovës, indefinit Hanë të Mavrovës) ist ein Dorf in der Gemeinde Mavrovo i Rostuša im Westen der Republik Nordmazedonien. Es liegt am Staudamm des Mavrovosees, der die Mavrovska Reka staut. Mavrovi Anovi hat 167 Einwohner (2002). Nachbarorte sind Mavrovo im Süden und Vrben im Nordwesten.
Der Ort ist wie die gesamte Region Mavrovo ein beliebtes Feriengebiet.